# Hypixel
Hypixel est un serveur Minecraft, proposant plus de 600 mini-jeux,, appartenant et géré par l'entreprise Hypixel Inc, basé au Canada. Hypixel est créé le 13 avril 2013 par Simon Collins-Laflamme et Philippe Touchette.
En décembre 2018, le serveur comptabilise près de quatorze millions de joueurs inscrits. Il propose de nombreux jeux, dont notamment le « BedWars », le « SkyWars » ou bien le populaire « SkyBlock ».

## Histoire
Hypixel a été fondé le 13 avril 2013 par Simon Collins-Laflamme et Philippe Touchette,,,. À l'origine, les fondateurs ont créé deux cartes Minecraft et les ont mises à disposition en téléchargement sur leur chaîne YouTube. Pour permettre aux joueurs de jouer plus facilement à plusieurs, et pour mieux présenter leurs créations, ils créèrent le serveur Hypixel.
Ces deux cartes furent un immense succès (comparé à l'envergure des autres cartes de l'époque), mais lorsque des personnes voulaient jouer sur le serveur, ils devaient attendre que d'autres joueurs les rejoignent. Pour combler ce temps d'attente, des mini-jeux furent mis à disposition sur le serveur. Ces mini-jeux ont vite gagné en popularité reléguant rapidement les cartes au second plan.
Le 21 décembre 2016, Hypixel a atteint un total de 10 millions de joueurs uniques et 14,1 millions le 13 décembre 2018, ce qui constitue alors un record dans l'univers du jeu vidéo. Le serveur a atteint 18 millions de joueurs uniques en avril 2020, selon un tweet posté par son créateur. Le 15 septembre 2015, Hypixel attirait environ 2 millions de joueurs chaque mois. Le 9 avril 2020, Hypixel franchit la barre historique des 100 000 joueurs simultanés, avec un pic enregistré à 100 516 joueurs.
En 2017, Hypixel a noué un partenariat avec NetEase, distributrice de Minecraft China, afin de mettre en place une version de Hypixel en Chine. Après de nombreux problèmes, cette version du serveur ferme le 30 juin 2020.
En mars 2020, durant le premier confinement lié au Covid-19, le serveur a régulièrement atteint les 100 000 joueurs connectés simultanément. Il a continué à dépasser ce nombre à la fin de l'année 2020 avec une moyenne de 150 000 joueurs connectés, atteignant un pic de 200 000 joueurs le 16 avril 2021, ce qui constitue un record depuis l'ouverture du serveur en avril 2013. Le nombre de joueurs simultanés moyen d'Hypixel est descendu ensuite pour atteindre une moyenne de 80 000 joueurs en novembre 2021, puis 50 000 en juin 2023.

### Hypixel Studios et Hytale
Les créateurs de Hypixel ont fondé l'entreprise Hypixel Studios dans le but de créer un nouveau jeu indépendant de Minecraft : Hytale.
Le développement de Hytale a débuté en 2015. Hypixel Studios et son équipe annoncent le jeu le 13 décembre 2018,,. La bande-annonce de Hytale a rassemblé plus de 30 millions de vues en un mois,. Hypixel Studios bénéficie du soutien de Riot Games et d'autres développeurs, dont Dennis Fong, Rob Pardo et Peter Levine.
En avril 2020, Hypixel Studios (gérant Hytale) a été racheté par Riot Games et en est devenu une filiale. Hypixel Inc. reste cependant toujours indépendant de Riot Games.
Le 23 juin 2025, Noxy, cofondateur de Hypixel Studios, annonce sur le site internet Hytale que le jeu vidéo est annulé après plusieurs années de développement pour des raisons économiques, notamment liées à la liquidation prochaine de l'entreprise. D'autres obstacles durant la création du jeu sont évoqués comme le manque de temps ou l'ambition trop importante. La réception par la communauté est vive, un ex-développeur critique sur X la gestion interne du projet, il estime que le récent changement de la direction semble être la cause de cet échec,,.